# LA Ink
LA Ink este o emisiune televizată din SUA, Los Angeles, California, avându-i ca protagoniști pe Kat Von D, Corey, Hannah, Kim și pentru o scurtă perioadă pe Pixie. De la data lansării sale oficiale, în numai o săptămână serialul a fost vizionat de peste 3 milioane de oameni din SUA. Serialul este difuzat și în România. Pe lângă oamenii de zi cu zi care vor să se tatueze și îsi spun scopul tatuajului lor, prin salonul lui Kat, care adoptă un stil rock'n'roll, au trecut și foarte multe vedete.